# Passage du Gois
Le Passage du Gois er en 4,5km lang naturlig passage, der fører til øen Île de Noirmoutier i Frankrig. Passagen oversvømmes to gange dagligt ved højvande.

## Tour de France
Passagen er blevet passeret to gange i cykelløbet Tour de France. Første gang var i 1999 (2. etape, 5. juli) og anden gang i 2005 (1. etape, 2. juli). I 2011 vil løbet begynde ved Passage de Gois d. 2. juli.
46°55′51″N 2°07′34″V / 46.93083°N 2.12611°V